# Bob
El bob (en anglès, bobsleigh o bobsled) és un esport olímpic d'hivern. Forma part dels esports de descens en trineu, juntament amb el luge i el tobogan.
El bob té origen als Alps suïssos a les darreries del segle xix. El primer club de bob del món es va fundar el 1897 a St. Moritz, Suïssa, i des d'allí es va difondre a altres parts d'Europa. Les primeres competicions que podem considerar oficials daten del 1914. La Federació Internacional de Bob es va fundar el 1923.
En les seves primeres dècades de vida el bob tenia poc a veure amb el que és en l'actualitat, ja que els materials, el disseny i les pistes han canviat completament. En els seus orígens els trineus eren de fusta, encara que aviat van passar a fabricar-se d'acer. Una novetat important va tenir lloc el 1952, quan es va limitar el pes dels trineus i dels seus ocupants. Abans d'aquesta data els participants havien de tenir un gran pes corporal si volien tenir alguna oportunitat de triomf. La nova norma ho va fer més accessible. No obstant això els principals avenços van arribar en el terreny dels materials, en dos aspectes: els nous trineus d'acer i fibra de vidre per a la fabricació del qual s'utilitzen els últims avenços tecnològics en matèria aerodinàmica, i no menys important, les pistes artificials en les quals es poden arribar a unes velocitats realment increïbles, amb les quals mai haguessin pogut somniar els primers practicants d'aquest esport.
En el bob existeixen dues modalitats, el bobs a 2 i el bobs a 4 (no existeix el bob individual). Els primers campionats del món es van celebrar el 1924, solament per al bobs a 4, mentre que el 1931 ja es va incloure el bobs a 2. Als Jocs Olímpics va debutar ja a la primera edició dels Jocs d'Hivern celebrats a Chamonix, França, el 1924, i el bobs a dos va començar a disputar-se en els de Lake Placid, EUA, el 1932. Des d'aleshores sempre ha format part del programa, excepte als Jocs de 1960 de Squaw Valley, EUA. Un pas endavant va tenir lloc als Jocs Olímpics de Salt Lake City 2002 on es van incloure per primera vegada les proves femenines.
Les pistes de gel tenen recorreguts estrets, sinuosos, amb un nombre determinat de girs a dreta i esquerra. La clau del bob és, normalment, a la sortida. És decisiu que aquests primers metres els tripulants aconsegueixin la major velocitat possible empenyent el trineu, per això han de ser persones fortes i, a més, ràpides. Les diferències entre els participants poques vegades superen les poques centèsimes per la qual cosa qualsevol petit error resulta impossible de recuperar. Tot i que el trineu disposa d'un fre, aquest únicament s'usa un cop sobrepassada la línia d'arribada. Les velocitats superen amb freqüència els 150 km per hora i els corredors suporten forces de fins a 4 o 5 G.
Les proves es disputen en dues mànegues, sumant-se el temps aconseguits en ambdues, i guanyant aquell que totalitza menor temps. En cas d'empat, cosa no infreqüent, no hi ha cap desempat, sinó que es comparteix la medalla.
Tot i que la seguretat ha millorat molt en els darrers anys, i malgrat que els participants van equipats amb casc i vestits especials, de vegades es esdevenen accidents en sortir-se en una corba, essent un esport molt perillós. En alguna ocasió s'ha mort algun participant.
La principal dificultat per a practicar aquest esport radica en el seu elevat cost, especialment de les instal·lacions, el que fa que únicament es practiqui en un nombre molt reduït de països, al nord i centre d'Europa, Estats Units o Canadà. Hi ha molt poques instal·lacions, com que el manteniment d'una pista exigeix molts recursos que difícilment compensen. Les principals potències són Alemanya, Suïssa i Estats Units.
Fa anys va tenir lloc un curiós episodi. Uns americans que s'estaven de vacances a Jamaica van presenciar una competició de trineus sobre terra molt popular en aquest país, i que els va recordar vagament al bob. Aleshores se'ls va ocórrer la idea de preparar un equip de jamaicans per a competir en els Jocs Olímpics de 1988 celebrats a Calgary (Canadà). Així ho van fer i l'equip de Jamaica hi va participar i va ser una veritable atracció sobretot per als mitjans de comunicació. Encara que el resultat no va ser brillant, aquest episodi va ser motiu per a una pel·lícula de la productora Disney que es va titular Jamaica sota zero estrenada el 1994 amb bastant èxit. Durant aquests anys Jamaica ha continuat participant en competicions de bob de forma habitual i amb resultats bastant acceptables.